# Enna
Enna [ˈɛnna] listenⓘ (tiếng Sicilia: Castrugiuvanni; tiếng Hy Lạp: Ἔννα; tiếng Latinh: Henna và ít gặp hơn là Haenna) là một thành phố và comune tọa lạc ở khu vực trung tâm Sicilia, miền Nam Ý, trong tỉnh Enna, nổi bật lên giữa vùng nông thôn xung quanh. Nó có các biệt danh là belvedere và ombelico ở Sicilia.
Ở độ cao 931 m (3.054 ft) trên mực nước biển, Enna là tỉnh lỵ ở độ cao lớn nhất của Ý. Cho tới năm 1926, nơi đây có tên Castrogiovanni.